# Felix Beijmo
Felix Beijmo, né le 31 janvier 1998 en à Stockholm en Suède, est un footballeur suédois. Il évolue au poste d'arrière droit à l'AGF Aarhus.

## Biographie

### En club
En mai 2018, il remporte avec le club de Djurgårdens IF la Coupe de Suède. Il délivre une passe décisive lors de la finale disputée face au Malmö FF (victoire 3-0).
Le 30 janvier 2023, Felix Beijmo rejoint l'AGF Aarhus sous la forme d'un prêt jusqu'à la fin de la saison.
Le 21 juin 2023, Beijmo rejoint définitivement l'AGF Aarhus. Il s'engage pour un contrat de trois ans, soit jusqu'en juin 2026.

### En sélection
Il joue son premier match avec les espoirs suédois le 7 septembre 2018, contre la Hongrie (victoire 1-0).

## Palmarès
- Djurgårdens IF
  - Vainqueur de la Coupe de Suède en 2018

- Malmö FF
- Champion de Suède (1) 
  - Champion : 2020

- Svenska Cupen (1) 
  - Vainqueur de la 2021-2022